# Ancinus brasiliensis
Ancinus brasiliensis là một loài chân đều trong họ Ancinidae. Loài này được Lemos de Castro miêu tả khoa học năm 1959.